# Michael Chow (acteur, 1960)
Pour les articles homonymes, voir Michael Chow et Chow.
Michael Chow Man-Kin, dit Michael Chow, né le 25 décembre 1960 au Canada, est un acteur canadien exerçant à Hong Kong.

## Filmographie
- Where the Wind Blows (2021) : Hon Sam (zh)
- Le Fils du dragon (2008) - Bo
- Forever Yours (2004) - Lou Jao
- Love Trilogy (2004) - Li Caishun
- Fate Fighter (2003)
- Kung Phooey! (2003) - Art Chew
- Vampire Hunters (2002) - Fat
- Twilight Zone Cops: My Spirited Wife (2002) (V) - Officier Ben Li
- Snakeheads (2001) - Chung
- Sworn Revenge (2000) - Michael Wong Si
- 9 September (2000) - Michael
- 14 Days Before Suicide (1999)
- Golden Nightmare (1999) - Joe
- Temptation of an Angel (1999) - Fei
- The Spirit of the Dragon (1998)
- Love in Shanghai (1998) (TV) - Lao Da
- Ninth Happiness (1998) - Ma Lun Dai
- Web of Deception (1997) - Donson Woo
- Enjoy Yourself Tonight (1997) - Sau Sou Lo
- Top Borrower (1997) - Dai B
- Killing Me Hardly (1997) - Bob
- All's Well, Ends Well 1997 (1997) - lui-même
- 24 Hours Ghost Story (1997) - lui-même
- Mr. Mumble (1996) - Ryô Saeba/Mr. Mumble
- Bodyguards of the Last Governor (1996) - guarde du corps, Dai Kin
- Banana Club (1996) - Michael
- 02:00 A.M. (1996) - Ghost-obsessed dancer
- Asian Connection (1995) - Ah Mike
- The Case of the Cold Fish (1995) - Jau Zai/Dick Chow Long-Dong
- Twist (1995) - Dr. Lam
- City Cop (1995) - Chow Sir
- Beginner's Luck (1994) - Hark
- The Third Full Moon (1994) - Inspecteur Chow
- Modern Romance (1994) - Mr. Five Elements
- Doug's Choice (1994) - Douglas Ng
- The Crucifixion (1994) - Ah Yung
- Even Mountains Meet (1993) - Mambo
- Tom, Dick and Hairy (1993) - Michelle
- Thou Shalt Not Swear (1993) - Inspector Chow
- Vampire Family (1993) - Werewolf Butler
- He Ain't Heavy... He's My Father (1993) - Le prof
- Kung Fu Scholar (1993) - Ah Mou
- Crazy Hong Kong (1993) - Truck driver
- Cash on Delivery (1992) - Rookie gigolo
- Fight Back to School 2 (1992) - étudiant sous couverture
- Talk to Me Dicky (1992)
- Sister in Law (1992)
- Forced Nightmare (1992) - Vampire
- Changing Partner (1992) - Mr. Cheung
- Her Fatal Ways 2 (1991) - Ah Fu
- Fallen Angel (1991) (TV) - Angel
- Alien Wife (1991)
- Her Fatal Ways (1991) - Niu
- Raid on Royal Casino Marine aka. The Inspector Wears Skirts III (1990) - Capitaine
- Les Dieux du jeu (1989) - Casino manager
- Big Brother (1989) - Dai Jek Dung
- I Am Sorry (1989)
- Hearts No Flowers (1989)
- Nobles (1989) - Blind Date
- City War (1988) - Bobby
- The Big Heat (1988) - Assassin
- The Inspector Wears Skirts (1988) - Peter
- Heart to Hearts (1988)
- Police Story 2 (1988) - Policier
- Keep on Dancing (1988) - patient
- Blood Call (1988) - Michael
- The Eighth Happiness (1988) - Petit ami de Ying-Ying
- Goodbye Darling (1987) -
- Chocolate Inspector (1986) - Inspecteur Leung